# Hexapodidae
Hexapodidae is een familie van krabben, behorende tot de superfamilie Hexapodoidea.

## Systematiek
In deze familie worden volgende genera onderscheiden: 
- Hexalaughlia Guinot, 2006
- Hexapinus Manning & Holthuis, 1981
- Hexaplax Doflein, 1904
- Hexapus De Haan, 1833
- Lambdophallus Alcock, 1900b
- Latohexapus Huang, Hsueh & Ng, 2002
- Mariaplax Rahayu & Ng, 2014
- Paeduma Rathbun, 1897
- Parahexapus Balss, 1922
- Pseudohexapus Monod, 1956
- Rayapinus Rahayu & Ng, 2014
- Spiroplax Manning & Holthuis, 1981
- Stevea Manning & Holthuis, 1981
- Thaumastoplax Miers, 1881
- Theoxapus Rahayu & Ng, 2014
- Tritoplax Manning & Holthuis, 1981

### Uitgestorven
- Goniocypoda  †  Woodward, 1867
- Palaeopinnixa  †  Vía, 1959